# Сен-Ромуальд
Сен-Ромуальд (англ. Saint-Romuald) — район в границах боро Les Chutes-de-la-Chaudière-Est города Леви, провинция Квебек. Расположен на южном берегу реки Святого Лаврентия напротив города Квебек на 19 км южнее. Район ранее был городом (Сен-Ромуальд д'Этшмен), но 1 января 2002 года был включен в состав Леви.
Под названием Сен-Ромуальд-д'Этшмен этот район стал приходским муниципалитетом в 1853 году. Название было выбрано в честь Святого Ромуальда и коренного населения этого района - этшменов. Сен-Ромуальд-д'Этшмен был небольшим городом с 1963 года. Два года спустя он объединился с муниципалитетом Saint-Télesphore и стал крупным городом. В 1982 году название города было сокращено до Сен-Ромуальд.
Квебекский мост соединяет Сен-Ромуальд с Sainte-Foy, районом города Квебек.
Река Этшмен впадает в реку Святого Лаврентия в Сен-Ромуальде.
Крупнейший нефтеперерабатывающий завод в восточной Канаде, принадлежащий Valero Energy Corporation, расположен в Сен-Ромуальде.

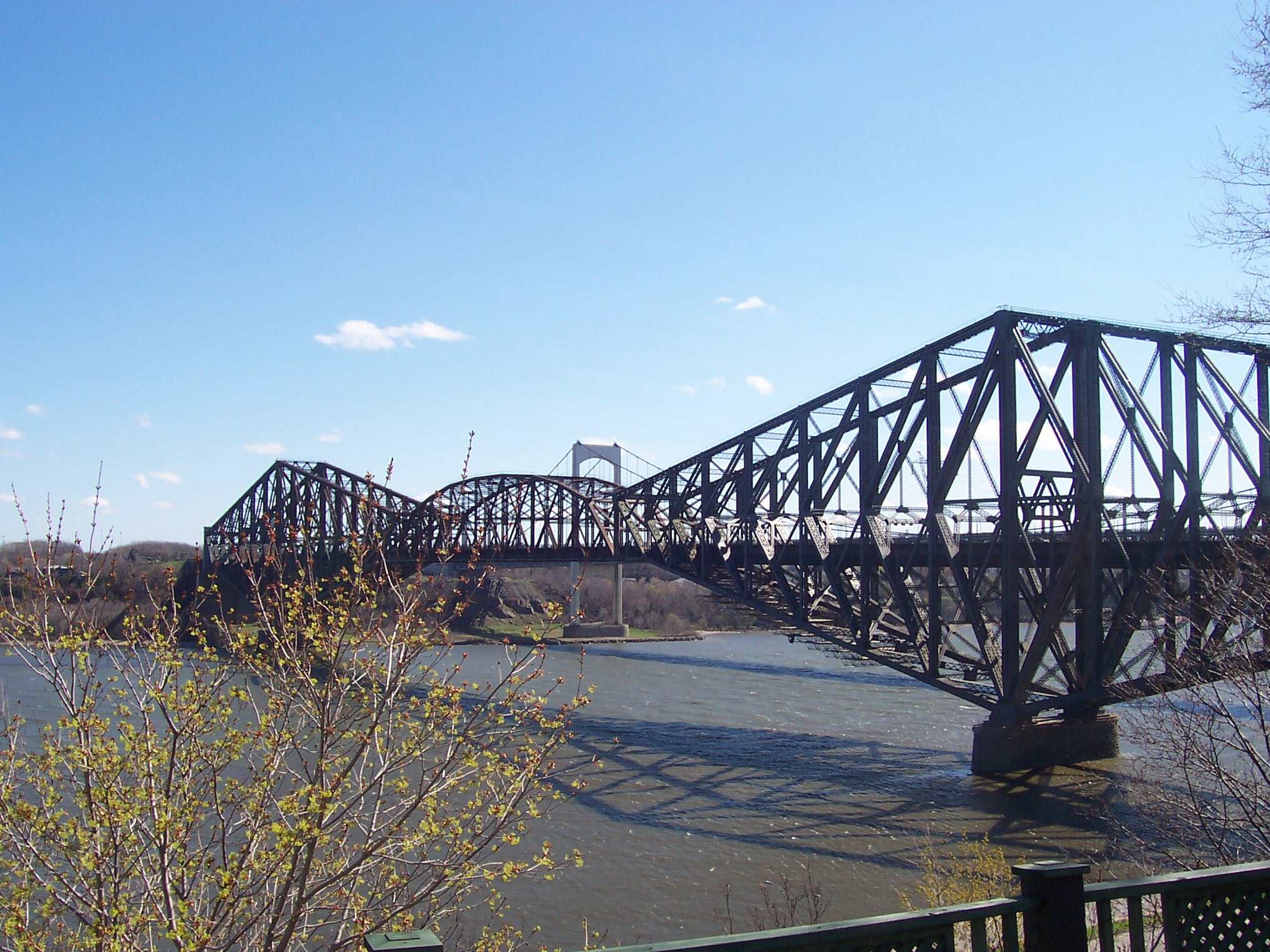
Квебекский мост

В городе расположен кёрлинг-клуб CC Etchemin, представители которого являются победителями чемпионатов провинции и участниками чемпионатов Канады.